# Florentins (sculpteurs)
Pour les articles homonymes, voir Florentin.

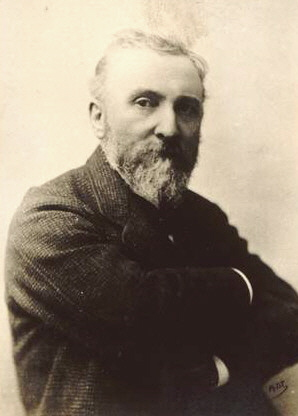
Henri Chapu, l'un des sculpteurs appartenant au mouvement des florentins.

Les « florentins » ou « néo-florentins » désignent un groupe de sculpteurs français du XIXe siècle, fortement influencés par l'art italien de la Renaissance.
Leurs représentants les plus connus sont Antonin Mercié, Hippolyte Moulin, Ernest Christophe, Eugène Delaplanche, Louis-Ernest Barrias, Antonin Mercié, Tony Noël, André-Joseph Allar, Henri Chapu, Paul Dubois ou encore Alexandre Falguière.